# Ryska federationens hymn

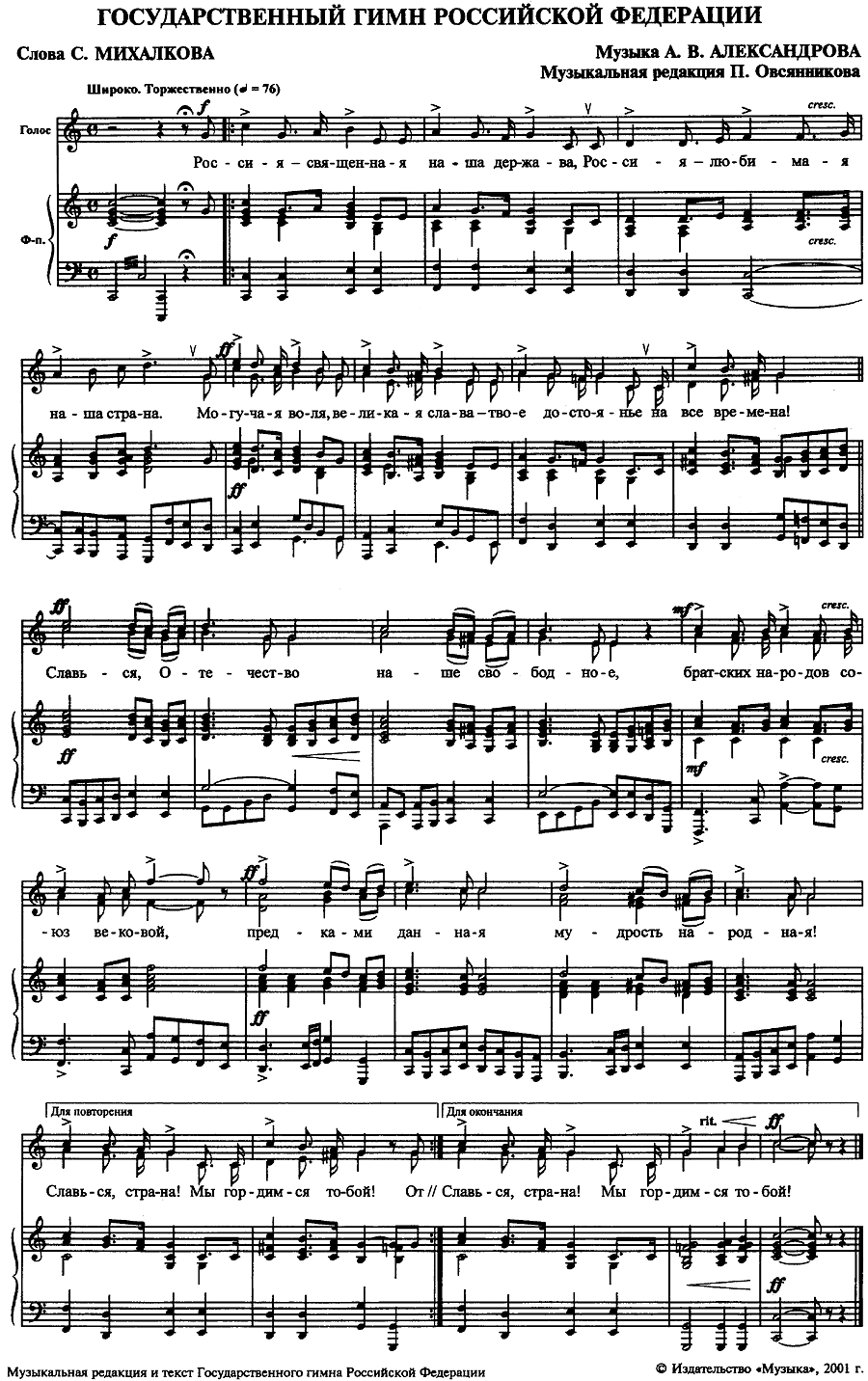
Noterna till Ryska federationens hymn.

"Ryska federationens hymn" (ryska: Государственный гимн Российской Федерации, Gosudarstvennyj gimn Rossijskoj Federatsii) är Rysslands officiella nationalsång sedan december 2000, då den ersatte "Den patriotiska sången" (Patriotitjetskaja pesnja).

## Historia
När Sovjetunionen föll 1991 förbjöd dåvarande president Boris Jeltsin både den gamla flaggan och vapnet med hammaren och skäran, liksom den sovjetiska nationalsången. Istället infördes "Den patriotiska sången" som nationalsång, komponerad av Michail Glinka. Den blev dock impopulär, främst för att den saknade text. Boris Jeltsin och duman kompromissade länge om statssymbolerna; Kreml ville återta tsarens symboler medan duman ville behålla de sovjetiska.
När Vladimir Putin kom till makten vid nyår 1999 ville han lösa dilemmat genom att behålla tsarens trikolor och den tvåhövdade örnen i kombination med den sovjetiska nationalsången, vilket duman godkände. Den då 87-årige Sergej Michalkov, som 57 år tidigare diktat den sovjetiska texten, fick i uppdrag att skapa en ny text, som skulle handla om Ryssland, istället för Sovjet, och om Gud istället för Vladimir Lenin. På nyårsafton 2000 framfördes den nya versionen för allmänheten, och den blev en stor succé.

## Officiell text
Den nya texten har endast den första strofen i refrängen, Славься, Отечество наше свободное gemensam med den sovjetiska sången.
| Ryska | Translitteration | Översättning (inofficiell) |
| Россия — священная наша держава, Россия — любимая наша страна. Могучая воля, великая слава — Твоё достоянье на все времена! Припев: Славься, Отечество наше свободное, Братских народов союз вековой, Предками данная мудрость народная! Славься, страна! Мы гордимся тобой! От южных морей до полярного края Раскинулись наши леса и поля. Одна ты на свете! Одна ты такая — Хранимая Богом родная земля! Припев Широкий простор для мечты и для жизни Грядущие нам открывают года. Нам силу даёт наша верность Отчизне. Так было, так есть и так будет всегда! Припев | Rossija — svjasjtjennaja nasja derzjava Rossija — ljubimaja nasja strana. Mogusjaja volja, velikaja slava — Tvojo dostojanje na vse vremena! Pripev: Slavsja, Otetjestvo nasje svobodnoje, Bratskich narodov sojuz vekovoj, Predkami dannaja mudrost narodnaja! Slavsja, strana! My gordimsja toboj! Ot juzjnych morej do poljarnogo kraja Raskinulis nasji lesa i polja. Odna ty na svete! Odna ty takaja — Chranimaja Bogom rodnaja zemlja! Pripev Sjirokij prostor dlja metjty i dlja zjizni. Grjadusjije nam otkryvajut goda. Nam silu dajot naša vernost Ottjizne. Tak bylo, tak jest i tak budet vsegda! Pripev | Ryssland — du vårt heliga rike, Ryssland — vårt älskade land. Din mäktiga vilja och ryktbarhet Kommer alltid att höra dig till. Refräng: Var ärat, Fosterland du vårt fria, Brödrafolkens sekellånga förbund, och våra förfäders folkliga visdom! Var ärat vårt land! Vi stolta är över dig! Från haven i söder till polcirkelns rand Sträcker sig våra skogar och fält. Det finns bara en som du på vår jord – Vårt kära land beskyddat av Gud. Refräng Breda vidder för drömmar och liv Öppnas för oss under kommande år. Kraft vi får av vår trohet till Fosterlandet. Så har det varit och kommer så alltid förbli! Refräng |

## Melodi
Melodin i "Ryska federationens hymn" är densamma som i "Hymn till Sovjetunionen" (Gimn Sovetskogo Sojuza), komponerad av Aleksandr Aleksandrov. Sången har tre verser med refräng, uppbyggda på samma vis. Vers och refräng har fyra strofer vardera, och strof tre och fyra är en upprepning av ett och två, förutom i sista refrängen, då de fyra sista tonerna är långa och utdragna.
Eftersom vers och refräng är likadant uppbyggda så kan versernas text sjungas till refrängens melodi, och tvärtom. Dock har refrängen en ton mindre i strof två och fyra, och fyra toner mera i strof ett och tre. De senare formas av att texten blir utdragen; "Slavsia, Otetjestvo nasje svobodnoe" uttalas således "Slavsia-a, O-otetjestvo nasje-e svo-obodnoe".